# 斯普林鎮區 (巴特勒縣)
斯普林鎮區（英語：Spring Township）為位在美國堪薩斯州巴特勒縣的鎮區。2010年美国人口普查中該鎮區人口有1,487人。

## 歷史
斯普林鎮區於1871年設立。該鎮區名稱為因這裡有大量的泉水而得名。

## 地理
斯普林鎮區涵蓋面積93.94平方（36.27平方英里），境內無城鎮設立。

### 墓園
根據美國地質調查局的資料，此鎮區擁有2座墓園：
- 巴茨-韋克菲爾德墓園（Butts-Wakefield Cemetery）
- 加里森墓園（Garrison Cemetery）

### 溪流
通過此鎮區的溪流有：
- 特基溪（Turkey Creek）

## 人口統計
根據2010年美國人口普查，斯普林鎮區人口有1,487人，人口密度為15.93人/平方公里。種族方面，94.62%為白人；0.61%為非裔美洲人；1.14%為美洲原住民；0.40%為亞洲人；0%為太平洋島民；1.14%為其他種族；另外有2.09%為兩個或以上的種族。而西班牙裔美國人或拉丁美洲人佔該鎮區人口的3.70%。

## 外部連結
- City-Data.com （页面存档备份，存于）